# (11573) Helmholtz
Pour les articles homonymes, voir Helmholtz.
(11573) Helmholtz est un astéroïde de la ceinture principale.

## Description
(11573) Helmholtz est un astéroïde de la ceinture principale. Il fut découvert le 20 septembre 1993 à Tautenburg par Freimut Börngen et Lutz Dieter Schmadel. Il présente une orbite caractérisée par un demi-grand axe de 3,26 UA, une excentricité de 0,27 et une inclinaison de 2,3° par rapport à l'écliptique.